# Quercus vacciniifolia
Espèce
Quercus vacciniifolia (orth. var. Q. vaccinifolia), est une espèce de chênes de la section Protobalanus. Son feuillage est persistant.

### Sous le nomQuercus vacciniifolia
- (en) Catalogue of Life : Quercus vacciniifolia Hittell (consulté le 10 avril 2023)
- (en) GRIN : espèce Quercus vacciniifolia  Kellogg (consulté le 15 août 2014)
- (fr + en) ITIS : Quercus vacciniifolia  Kellogg (consulté le 15 août 2014)
- (en) World Checklist of Selected Plant Families (WCSP) : Quercus vacciniifolia  Kellogg (1870)  (consulté le 15 août 2014)
- (en) NCBI : Quercus vacciinifolia (taxons inclus) (consulté le 15 août 2014)
- (en) The Plant List : Quercus vacciniifolia Kellogg  (source : KewGarden WCSP) (consulté le 15 août 2014)

### Sous le nomQuercus vaccinifolia
- (en) JSTOR Plants : Quercus vaccinifolia  (consulté le 15 août 2014)
- (en) Flora of North America : Quercus vaccinifolia  (consulté le 15 août 2014)
- (fr + en) ITIS : Quercus vaccinifolia  Kellogg (Nom accepté: Quercus vacciniifolia  Kellogg) Non valide (consulté le 15 août 2014)
- (en) Tropicos : Quercus vaccinifolia Kellogg  (+ liste sous-taxons) (consulté le 15 août 2014)